# Ca l'Amar de la Torre
Ca l'Amar de la Torre és una obra del municipi d'Arenys de Munt declarada bé cultural d'interès nacional.

## Descripció
Masia fortificada amb una torre de defensa quadrada, situada en un context rural i amb camps de conreu al seu voltant. Consta de tres cossos i tres pisos: planta baixa, primer pis i golfes. La torre situada al costat esquerre té un pis més que la resta, i és acabada amb merlets. Sobre la porta d'entrada d'aquesta, allindanada, hi ha un escut de pedra amb l'emblema de la família, una torre representada. L'entrada a la casa és adovellada, de pedra granítica. La resta d'obertures són allindanades. És una de les poques torres de defensa que queden al poble.

## Història
Algunes masies per tal de fer front al perill turc i el creixent bandolerisme, optaren per fer-se construir torres de defensa com la de Ca n'Amar.